# Masło brzozowe
Masło brzozowe – wiejski pokarm zastępczy, spożywany w okresach klęsk głodu, znany przede wszystkim z terenów Kurpiowszczyzny.
Masło brzozowe wytwarzane było przez ubogą ludność wiejską wyłącznie w latach głodowych, kiedy brakowało podstawowych produktów żywnościowych do utrzymania się przy życiu. W okresie wiosennym wyskrobywano spod kory brzóz młodą, tłustawą miazgę o lekko słodkawym smaku. Miazgę urabiano na jednolitą masę, której używano do gotowania i smażenia.